# Cupania paniculata
Cupania paniculata är en kinesträdsväxtart som beskrevs av Jacques Cambessèdes. Cupania paniculata ingår i släktet Cupania och familjen kinesträdsväxter. Inga underarter finns listade i Catalogue of Life.